# Beta Regio
Beta Regio es una región del planeta Venus. Mide aproximadamente 3.000 km y constituye una prominente región alta de Venus, centrada en 25°18′N 282°48′E / 25.3, 282.8.
Las primeras características que aparecieron en las tempranas observaciones de radar del planeta recibieron los nombres de letras del alfabeto griego. Beta Regio era una de aquellas características. Fue descubierta y nombrada por Dick Goldstein en 1964. El nombre fue aprobado por el Working Group for Planetary System Nomenclature (WGPSN) de la Unión Astronómica Internacional entre 1976 y 1979. Maxwell Montes, Alfa Regio, y Beta Regio son las tres excepciones a la regla de que las características de la superficie de Venus deben ser nombrados con nombre femeninos: mujeres o diosas.
Beta Regio está cortado de norte a sur por la llamada Devana Chasma.  El extremo norte tiene un volcán llamado Rhea Mons, y el fin del sur está dominado por otro volcán, Theia Mons.